# Euphorbia lamarckii
Euphorbia lamarckii là một loài thực vật có hoa trong họ Đại kích. Loài này được Sweet mô tả khoa học đầu tiên năm 1818.

## Hình ảnh

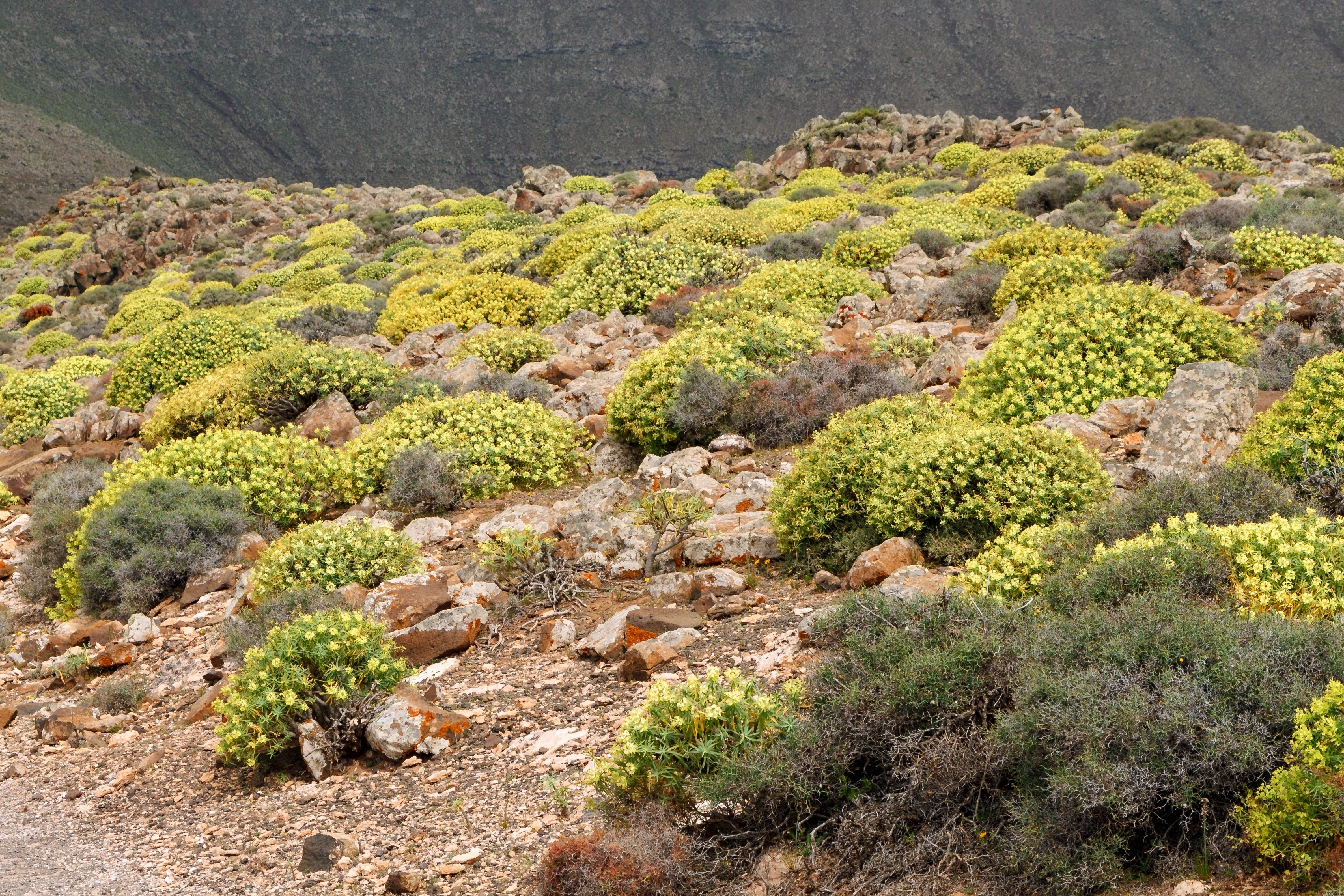
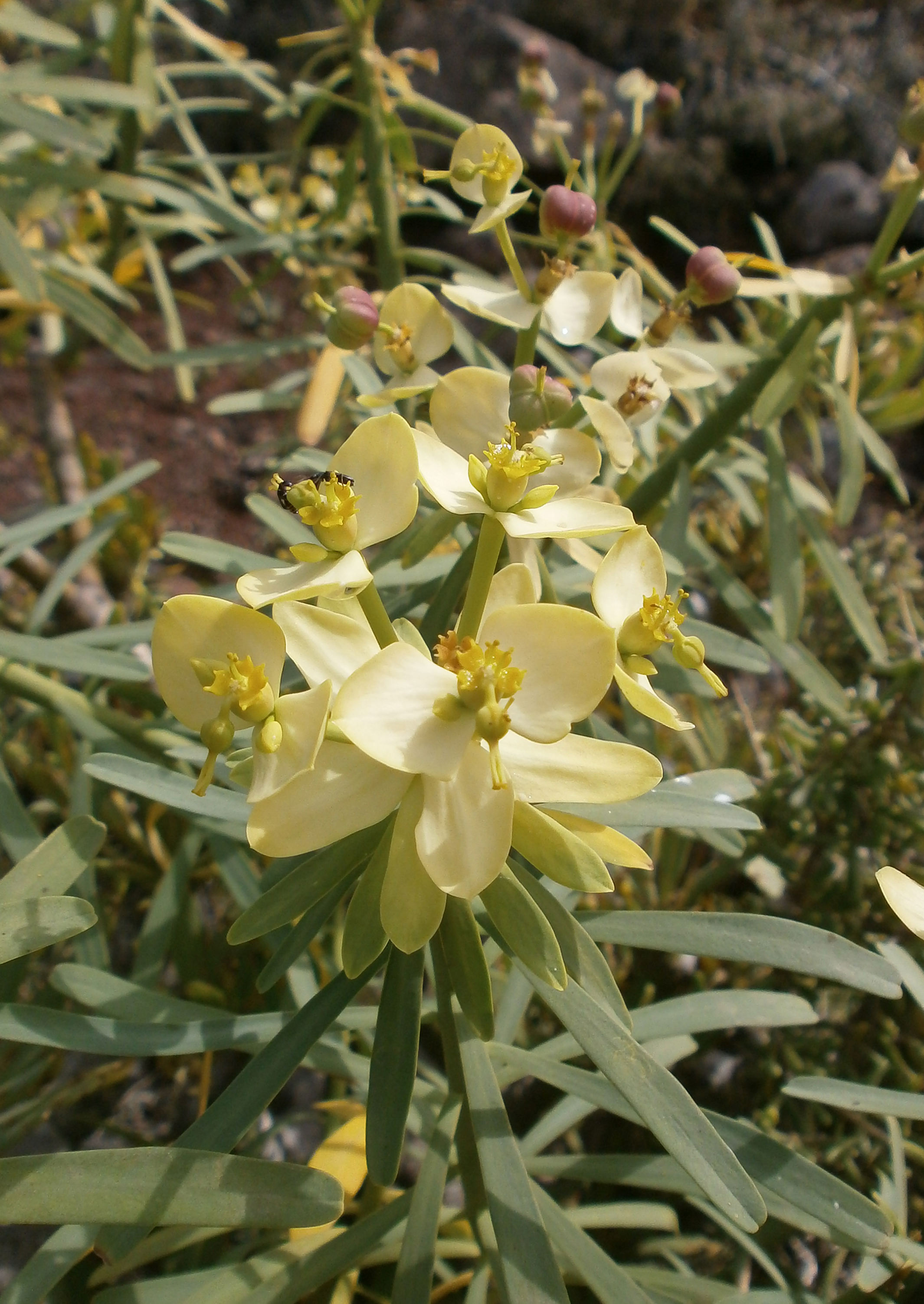
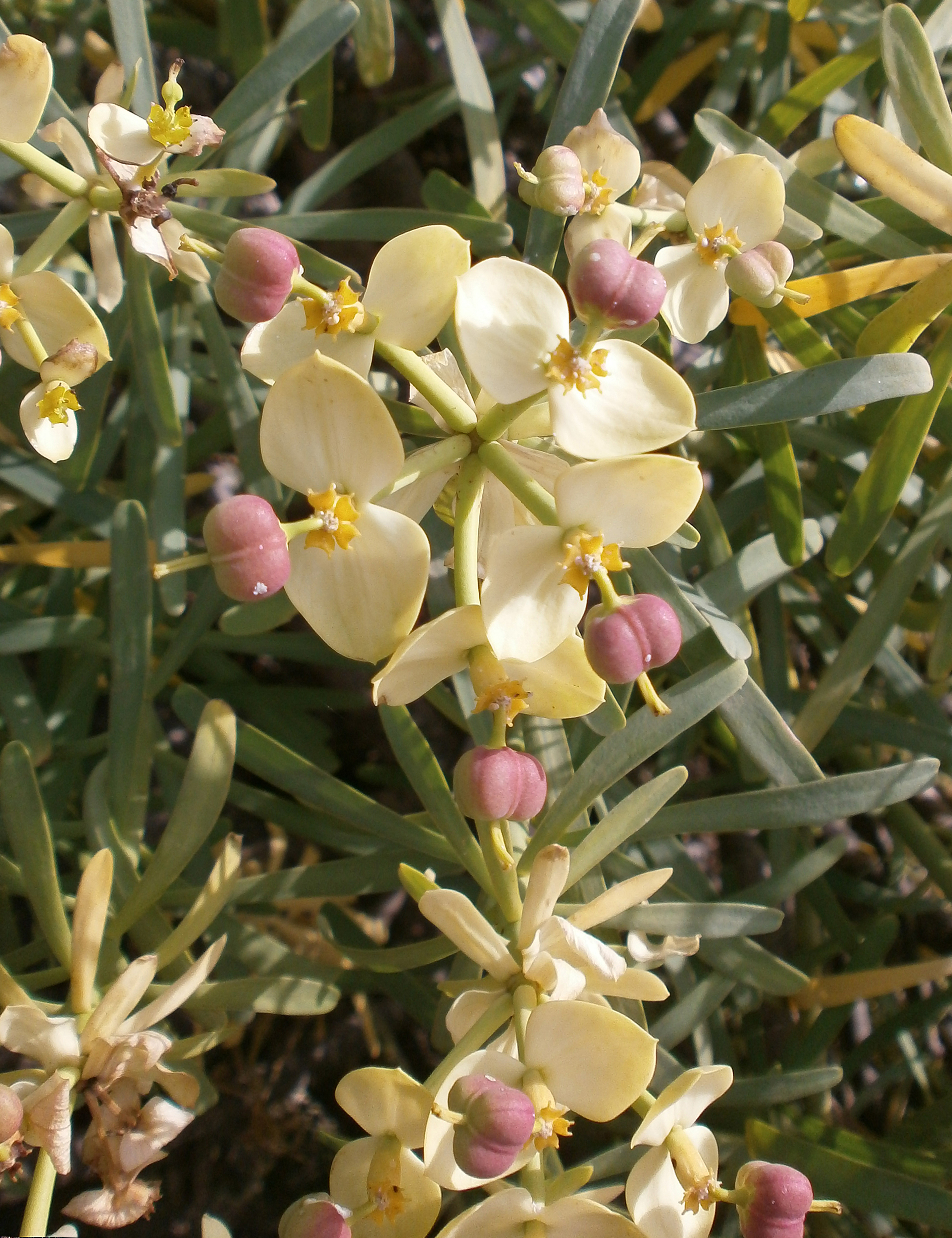
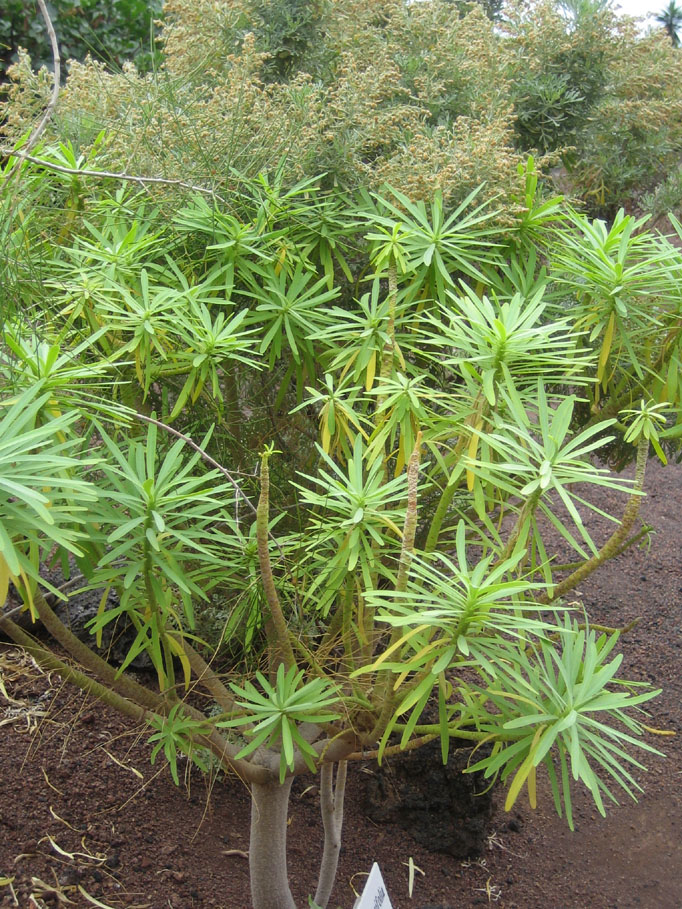
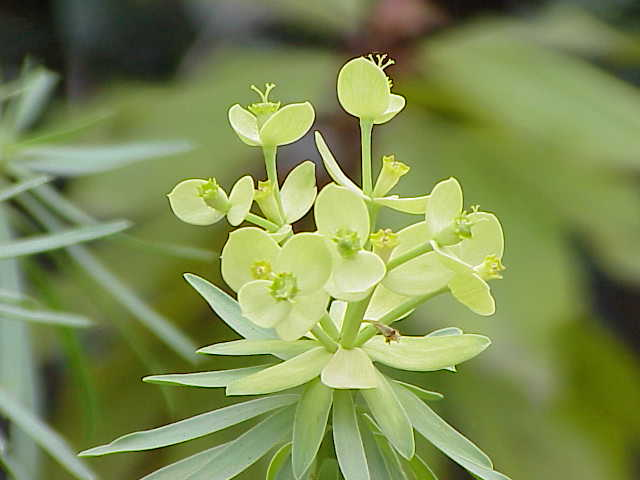
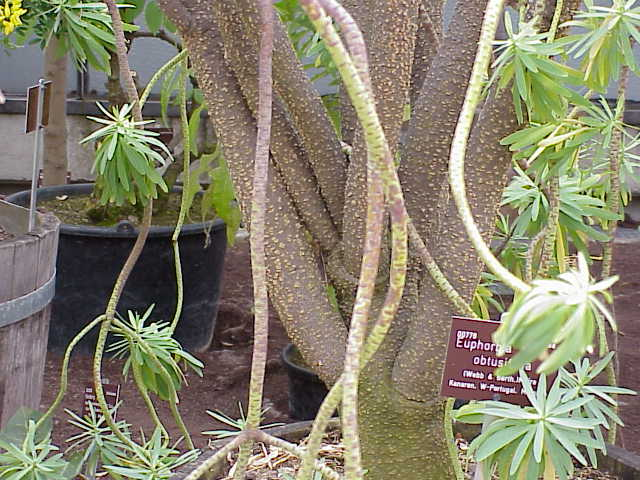